# Behandling af psykisk abnorme lovovertrædere i Herstedvester
Behandling af psykisk abnorme lovovertrædere i Herstedvester er en dokumentarfilm fra 1950 instrueret af Jens Henriksen efter eget manuskript.

## Handling
Anstalterne i Herstedvester består af forvaringsanstalten for mænd og kvinder, psykopatfængslet og fængselsvæsenets psykiatriske observationsafdeling. I filmen ser man hovedafsnittene i forvaringsanstalten for mænd og kvinder, kvindeafdelingen dog kun ganske overfladisk. Filmen henvender sig til de mange grupper af medborgere, der i det daglige møder de psykisk abnorme kriminelle og som derfor har brug for at kende lidt til den behandling, der efter straffeloven af 15. april 1930 anvendes her i landet. Det er det daglige liv, der skildres, og det er det daglige livs personer, der optræder i filmen. Der er en gennemgående person, men han skildrer ikke sit eget liv. Den forvarede man ser, er med hensyn til livshistorie konstrueret, dog således, at det skildrede liv kan dække ikke alene en enkelt, men en hel række medforvaredes skæbne. Med tal har man derefter forsøgt mere detaljeret at vise, hvilket menneskemateriale der arbejdes med, og hvilke resultater, der er opnået.